# Matías Pólvera
Matías Adrián Pólvera (Buenos Aires, 13 dicembre 2000) è un calciatore argentino, attaccante del Rampla Juniors in prestito dall'Huracán.

## Carriera
Pólvera è cresciuto nel settore giovanile dell'Huracán ed ha firmato il suo primo contratto professionistico il 4 agosto 2021, passando contestualmente in prestito all'Agropecuario. Ha debuttato nel calcio professionistico nove giorni più tardi nell'incontro di Primera B Nacional perso 2-0 contro il Dep. Maipú.
Rientrato all'Huracán nel 2022, ha giocato per due anni con la formazione B prima di passare in prestito al Rampla Juniors.

## Statistiche

### Presenze e reti nei club
Statistiche aggiornate al 1º dicembre 2024.
| Stagione        | Squadra         | Campionato      | Campionato | Campionato | Coppe nazionali | Coppe nazionali | Coppe nazionali | Coppe continentali | Coppe continentali | Coppe continentali | Altre coppe | Altre coppe | Altre coppe | Totale | Totale | Totale |
| Stagione        | Squadra         | Comp            | Pres       | Reti       | Comp            | Pres            | Reti            | Comp               | Pres               | Reti               | Comp        | Pres        | Reti        | Pres   | Reti   |        |
| --------------- | --------------- | --------------- | ---------- | ---------- | --------------- | --------------- | --------------- | ------------------ | ------------------ | ------------------ | ----------- | ----------- | ----------- | ------ | ------ | ------ |
| 2021            | Agropecuario    | PN              | 2          | 0          | -               | -               | -               | -                  | -                  | -                  | -           | -           | -           | 2      | 0      |        |
| 2022            | Agropecuario    | PN              | 2          | 0          | CA              | 0               | 0               | -                  | -                  | -                  | -           | -           | -           | 2      | 0      |        |
| 2023            | Huracán         | PD              | 0          | 0          | CA+CdL          | 0               | 0               | CL+CS              | 0                  | 0                  |             | -           | -           | 0      | 0      |        |
| 2024            | Huracán         | PD              | 0          | 0          | CA+CdL          | 0+5             | 0               |                    | -                  | -                  |             | -           | -           | 0      | 0      |        |
| 2024            | Rampla Juniors  | PD              | 5          | 0          | CU              | 0               | 0               | -                  | -                  | -                  | -           | -           | -           | 5      | 0      |        |
| Totale carriera | Totale carriera | Totale carriera | 9          | 0          |                 | 0               | 0               |                    | 0                  | 0                  |             | -           | -           | 9      | 0      |        |